# Campeonato Alemão de Voleibol Masculino
O Campeonato Alemão de Voleibol Masculino, também conhecido como 1. Volleyball Bundesliga (em português:  Liga Nacional de Voleibol), é a principal liga de voleibol masculino da Alemanha. O torneio é disputada desde a temporada 1974–75, tendo como campeão inaugural o TSV 1860 München.
O torneio é organizado pela Volleyball-Bundesliga sob a égide da Federação Alemã de Voleibol (em alemão:  Deutsche Volleyball-Verband, DVV), e concede ao seu campeão e vice-campeão vagas diretas à Liga dos Campeões da Europa, o principal torneio continental de clubes da Europa.

## Edição atual
Equipes que disputam a 1. Volleyball Bundesliga Masculina de 2023–24:
| Equipe                             | Cidade                | Temporada 2022–23                 | BER DÜR FRI GIE UNT HER LÜN NKW DAC KRL FRB BITLocalidade dos clubes que disputam a 1. Volleyball Bundesliga de 2023–24. |
| ---------------------------------- | --------------------- | --------------------------------- | --- |
| Berlin Recycling Volleys (BER)     | Berlim                | Campeão                           | BER DÜR FRI GIE UNT HER LÜN NKW DAC KRL FRB BITLocalidade dos clubes que disputam a 1. Volleyball Bundesliga de 2023–24. |
| VfB Friedrichshafen (FRI)          | Friedrichshafen       | Vice-campeão                      | BER DÜR FRI GIE UNT HER LÜN NKW DAC KRL FRB BITLocalidade dos clubes que disputam a 1. Volleyball Bundesliga de 2023–24. |
| SWD Powervolleys Düren (DÜR)       | Düren                 | 4º colocado                       | BER DÜR FRI GIE UNT HER LÜN NKW DAC KRL FRB BITLocalidade dos clubes que disputam a 1. Volleyball Bundesliga de 2023–24. |
| SVG Lüneburg (LÜN)                 | Luneburgo             | 3º colocado                       | BER DÜR FRI GIE UNT HER LÜN NKW DAC KRL FRB BITLocalidade dos clubes que disputam a 1. Volleyball Bundesliga de 2023–24. |
| Energiequelle Netzhoppers KW (NKW) | Königs Wusterhausen   | 7º colocado                       | BER DÜR FRI GIE UNT HER LÜN NKW DAC KRL FRB BITLocalidade dos clubes que disputam a 1. Volleyball Bundesliga de 2023–24. |
| Helios Grizzlies Giesen (GIE)      | Giesen                | 5º colocado                       | BER DÜR FRI GIE UNT HER LÜN NKW DAC KRL FRB BITLocalidade dos clubes que disputam a 1. Volleyball Bundesliga de 2023–24. |
| TSV Haching München (UNT)          | Unterhaching          | 8º colocado                       | BER DÜR FRI GIE UNT HER LÜN NKW DAC KRL FRB BITLocalidade dos clubes que disputam a 1. Volleyball Bundesliga de 2023–24. |
| WWK Volleys Herrsching (HER)       | Herrsching            | 6º colocado                       | BER DÜR FRI GIE UNT HER LÜN NKW DAC KRL FRB BITLocalidade dos clubes que disputam a 1. Volleyball Bundesliga de 2023–24. |
| Baden Volleys SSC Karlsruhe (KRL)  | Karlsruhe             | Campeão da 2. Bundesliga Süd      | BER DÜR FRI GIE UNT HER LÜN NKW DAC KRL FRB BITLocalidade dos clubes que disputam a 1. Volleyball Bundesliga de 2023–24. |
| FT 1844 Freiburg (FRB)             | Friburgo na Brisgóvia | Vice-campeão da 2. Bundesliga Süd | BER DÜR FRI GIE UNT HER LÜN NKW DAC KRL FRB BITLocalidade dos clubes que disputam a 1. Volleyball Bundesliga de 2023–24. |
| ASV Dachau (DAC)                   | Dachau                | 3º colocado na 2. Bundesliga Süd  | BER DÜR FRI GIE UNT HER LÜN NKW DAC KRL FRB BITLocalidade dos clubes que disputam a 1. Volleyball Bundesliga de 2023–24. |
| VC Bitterfeld-Wolfen (BIT)         | Bitterfeld-Wolfen     | 3º colocado na 2. Bundesliga Nord | BER DÜR FRI GIE UNT HER LÜN NKW DAC KRL FRB BITLocalidade dos clubes que disputam a 1. Volleyball Bundesliga de 2023–24. |

## Resultados
| CAMPEONATO ALEMÃO DE VOLEIBOL MASCULINO (RESULTADOS PÓS REUNIFICAÇÃO DA ALEMANHA) | CAMPEONATO ALEMÃO DE VOLEIBOL MASCULINO (RESULTADOS PÓS REUNIFICAÇÃO DA ALEMANHA) | CAMPEONATO ALEMÃO DE VOLEIBOL MASCULINO (RESULTADOS PÓS REUNIFICAÇÃO DA ALEMANHA) | CAMPEONATO ALEMÃO DE VOLEIBOL MASCULINO (RESULTADOS PÓS REUNIFICAÇÃO DA ALEMANHA) |
| Temporada                                                                         | Campeão                                                                           | Vice-campeão                                                                      | Terceiro lugar                                                                    |
| --------------------------------------------------------------------------------- | --------------------------------------------------------------------------------- | --------------------------------------------------------------------------------- | --------------------------------------------------------------------------------- |
| 1991–92 Detalhes                                                                  | Moerser SC                                                                        | SV Bayer Wuppertal                                                                | —                                                                                 |
| 1992–93 Detalhes                                                                  | SCC Berlin                                                                        | SV Bayer Wuppertal                                                                | —                                                                                 |
| 1993–94 Detalhes                                                                  | SV Bayer Wuppertal                                                                | VfB Friedrichshafen                                                               | —                                                                                 |
| 1994–95 Detalhes                                                                  | ASV Dachau                                                                        | SV Bayer Wuppertal                                                                | —                                                                                 |
| 1995–96 Detalhes                                                                  | ASV Dachau                                                                        | VfB Friedrichshafen                                                               | —                                                                                 |
| 1996–97 Detalhes                                                                  | SV Bayer Wuppertal                                                                | VfB Friedrichshafen                                                               | —                                                                                 |
| 1997–98 Detalhes                                                                  | VfB Friedrichshafen                                                               | SV Fellbach                                                                       | —                                                                                 |
| 1998–99 Detalhes                                                                  | VfB Friedrichshafen                                                               | SV Bayer Wuppertal                                                                | —                                                                                 |
| 1999–00 Detalhes                                                                  | VfB Friedrichshafen                                                               | SCC Berlin                                                                        | —                                                                                 |
| 2000–01 Detalhes                                                                  | VfB Friedrichshafen                                                               | SV Bayer Wuppertal                                                                | —                                                                                 |
| 2001–02 Detalhes                                                                  | VfB Friedrichshafen                                                               | SCC Berlin                                                                        | —                                                                                 |
| 2002–03 Detalhes                                                                  | SCC Berlin                                                                        | SV Bayer Wuppertal                                                                | VfB Friedrichshafen                                                               |
| 2003–04 Detalhes                                                                  | SCC Berlin                                                                        | VfB Friedrichshafen                                                               | Evivo Düren                                                                       |
| 2004–05 Detalhes                                                                  | VfB Friedrichshafen                                                               | Evivo Düren                                                                       | Moerser SC                                                                        |
| 2005–06 Detalhes                                                                  | VfB Friedrichshafen                                                               | Evivo Düren                                                                       | SCC Berlin                                                                        |
| 2006–07 Detalhes                                                                  | VfB Friedrichshafen                                                               | Evivo Düren                                                                       | SCC Berlin                                                                        |
| 2007–08 Detalhes                                                                  | VfB Friedrichshafen                                                               | SCC Berlin                                                                        | Generali Haching                                                                  |
| 2008–09 Detalhes                                                                  | VfB Friedrichshafen                                                               | Generali Haching                                                                  | —                                                                                 |
| 2009–10 Detalhes                                                                  | VfB Friedrichshafen                                                               | Generali Haching                                                                  | —                                                                                 |
| 2010–11 Detalhes                                                                  | VfB Friedrichshafen                                                               | SCC Berlin                                                                        | —                                                                                 |
| 2011–12 Detalhes                                                                  | Berlin Recycling Volleys                                                          | Generali Haching                                                                  | —                                                                                 |
| 2012–13 Detalhes                                                                  | Berlin Recycling Volleys                                                          | VfB Friedrichshafen                                                               | —                                                                                 |
| 2013–14 Detalhes                                                                  | Berlin Recycling Volleys                                                          | VfB Friedrichshafen                                                               | —                                                                                 |
| 2014–15 Detalhes                                                                  | VfB Friedrichshafen                                                               | Berlin Recycling Volleys                                                          | —                                                                                 |
| 2015–16 Detalhes                                                                  | Berlin Recycling Volleys                                                          | VfB Friedrichshafen                                                               | —                                                                                 |
| 2016–17 Detalhes                                                                  | Berlin Recycling Volleys                                                          | VfB Friedrichshafen                                                               | —                                                                                 |
| 2017–18 Detalhes                                                                  | Berlin Recycling Volleys                                                          | VfB Friedrichshafen                                                               | —                                                                                 |
| 2018–19 Detalhes                                                                  | Berlin Recycling Volleys                                                          | VfB Friedrichshafen                                                               | —                                                                                 |
| 2019–20 Detalhes                                                                  | Edição cancelada devido à pandemia de COVID-19.                                   | Edição cancelada devido à pandemia de COVID-19.                                   | Edição cancelada devido à pandemia de COVID-19.                                   |
| 2020–21 Detalhes                                                                  | Berlin Recycling Volleys                                                          | VfB Friedrichshafen                                                               | —                                                                                 |
| 2021–22 Detalhes                                                                  | Berlin Recycling Volleys                                                          | VfB Friedrichshafen                                                               | —                                                                                 |
| 2022–23 Detalhes                                                                  | Berlin Recycling Volleys                                                          | VfB Friedrichshafen                                                               | —                                                                                 |
| 2023–24 Detalhes                                                                  | Berlin Recycling Volleys                                                          | VfB Friedrichshafen                                                               | —                                                                                 |

Fonte: Volleyball-Bundesliga

## Títulos por equipe
| Equipe                   | Títulos | Temporadas |
| ------------------------ | ------- | --- |
| Berlin Recycling Volleys | 14      | 1992–93, 2002–03, 2003–04, 2011–12, 2012–13, 2013–14, 2015–16, 2016–17, 2017–18, 2018–19, 2020–21, 2021–22, 2022–23, 2023–24 |
| VfB Friedrichshafen      | 13      | 1997–98, 1998–99, 1999–00, 2000–01, 2001–02, 2004–05, 2005–06, 2006–07, 2007–08, 2008–09, 2009–10, 2010–11, 2014–15          |
| SV Bayer Wuppertal       | 2       | 1993–94, 1996–97 |
| ASV Dachau               | 2       | 1994–95, 1995–96 |
| Moerser SC               | 1       | 1991–92 |